# X.Org Foundation

Логотип X.Org Foundation

X.Org Foundation — некомерційна організація, яка координує розробку X Window System. Заснована 22 січня 2004 представниками X.Org і freedesktop.org. The Open Group передала йому управління доменним ім'ям x.org. Це стало корінною зміною в розробці X. У той час як розпорядники X з 1988 (включаючи попередню X.Org) були організаціями постачальників, X.Org Foundation заснована самими розробниками програмного забезпечення, і в ньому використовувалася відкрита базарна модель розробки. Фонд X.Org Foundation підтримувався декількома великими корпораціями, такими, як Hewlett-Packard і Sun Microsystems, згодом основне фінансування ініціатив X.Org Foundation стало надходити від Intel, Google, Oracle та промислової групи The Open Group.
Фонд випустив X11R6.7 — X.Org Server — у квітні 2004. Ця версія була заснована на XFree86 4.4RC2 (останньої версії XFree86, випущеної під прийнятною ліцензією), з доданими змінами X11R6.6. Завдяки впровадженню відкритої моделі розробки та збереження сумісності з GNU GPL проєкт привернув багатьох колишніх розробників XFree86. Провідний продукт організації X.Org Server є основною реалізацією X Window System для Linux і UNIX-подібних ОС. Це фундаментальна технологія, розташована нижче рівня інтегрованих графічних оболонок — GNOME, KDE, Xfce, старішої CDE. 
Хоча формально організація X.Org Foundation існує від 2004 року, але офіційний статус некомерційної організації отриманий тільки влітку 2012, коли була завершена офіційна реєстрація в США некомерційної організації, що відповідає типу 501(c)3. Статус 501(c)3 дозволяє збільшити привабливість організації для передачі пожертвувань комерційними компаніями, тому що подібні пожертви дозволять отримати податкове вирахування. Отримані пожертви використовуються для фінансування розробників відкритого графічного стеку, для стимулювання участі студентів в проєкті, а також для проведення конференцій і зустрічей розробників. Члени X.Org Foundation і розробники, що беруть участь в проєкті, не тільки продовжують покращувати і підтримувати існуючу програмну базу X, але і беруть участь у дослідницьких проєктах та ініціативах з розробки графічних технологій наступного покоління, таких як Wayland.

## Проєкти
Поряд з основним проєктом X.Org Server , фондом розробляються інші пов'язані проєкти: 
- AIGLX
- Xgl
- Xegl
- Debrix
- KDrives
- Xinerama
- X Test Suite - засіб для спрощення тестів програмного забезпечення X

## Виноски
1. ↑  X.Org Foundation achieves non-profit public charity status. Архів оригіналу за 29 грудня 2014. Процитовано 22 липня 2012.